# Synchlora bidentifera
Synchlora bidentifera är en fjärilsart som beskrevs av W. Warren 1901. Synchlora bidentifera ingår i släktet Synchlora och familjen mätare. Inga underarter finns listade i Catalogue of Life.